# Ranunculus hillii
Ranunculus hillii är en ranunkelväxtart som beskrevs av Alicia Lourteig. Ranunculus hillii ingår i släktet ranunkler, och familjen ranunkelväxter. Inga underarter finns listade i Catalogue of Life.